# Molibdofornacita
La molibdofornacita és un mineral de la classe dels sulfats.

## Característiques
La molibdofornacita és un sulfat de fórmula química Pb₂Cu(MoO₄,CrO₄)(AsO₄,PO₄)(OH). Va ser aprovada com a espècie vàlida per l'Associació Mineralògica Internacional l'any 1982. Cristal·litza en el sistema monoclínic. Els cristalls són prismàtics o en forma de llistons, allargats al llarg de [010], de fins a 1 mil·límetre. La seva duresa a l'escala de Mohs oscil·la entre 2 i 3. És un mineral isostructural amb la vauquelinita.
Segons la classificació de Nickel-Strunz, la molibdofornacita pertany a «07.FC - Cromats amb PO₄, AsO₄, SiO₄» juntament amb els següents minerals: vauquelinita, fornacita, hemihedrita, iranita, cassedanneïta i embreyita.

## Formació i jaciments
Es troba a la zona d'oxidació profunda d'un dipòsit de minerals polimetàl·lics hidrotermals que conté dolomites. Sol trobar-se associada a altres minerals com: dioptasa, duftita, wulfenita, quars, calcita, hematites, piromorfita, mimetita, descloizita, wil·lemita o crisocol·la. Va ser descoberta a la mina Tsumeb (Tsumcorp Mine), al Tsumeb, a la regió d'Otjikoto (Namíbia).